# The International Journal of Biochemistry & Cell Biology
The International Journal of Biochemistry & Cell Biology je mesečni recenzirani naučni časopis koji objavljuje Elsevier. Ovaj časopis pokriva sve oblasti biohemije i citologije. Glavni urednik je Džeofri J. Lorent (Univerzitet Zapadne autralije). Časopis je osnovan 1970. godine kao International Journal of Biochemistry i prešao je na sadašnji naziv 1995. godine.
Po podacima Journal Citation Reports, časopis je 2013. godine imao faktor impakta od 4.240.

## Spoljašnje veze
- Званични веб-сајт